# Pidonia straminea
Pidonia straminea är en skalbaggsart som beskrevs av Holzschuh 1992. Pidonia straminea ingår i släktet Pidonia och familjen långhorningar. Inga underarter finns listade i Catalogue of Life.